# Bertigaro
Bertigaro (Bertighè nel dialetto locale) è una frazione di 69 abitanti del comune di Borzonasca, nella città metropolitana di Genova, nella valle Sturla, a 650 metri sul livello del mare. La frazione dista circa 9 chilometri a nord dal centro urbano del capoluogo, raggiungibile attraverso la strada provinciale 586 della Valle dell'Aveto.

## Geografia fisica
È situato su una paleo frana che, nel lato verso il torrente Sturla è in movimento "geologico" per la naturale erosione delle acque. Gode di una grande vista panoramica sul monte Ramaceto, il passo della Forcella e l'acrocoro dell'alta valle Sturla; nelle giornate invernali dai vicini crinali si può vedere il mare e la Corsica. Intorno al villaggio qualche nocciolo, alberi da frutta e grandi boschi di castagno in abbandono testimoniano una civiltà contadina che per molti secoli è sopravvissuta con i pochi prodotti della terra, la cosiddetta "civiltà della castagna". La frazione è completata da tre piccoli nuclei abitati che sorgono poco distante: Prorè, Merli e Posisciun.
Il borgo si è sviluppato al crocevia di due antiche mulattiere di cui la principale, in direzione nord sud dal mare, attraverso Borzonasca, risaliva la valle passando per il crinale appenninico alla Cappelletta delle Lame per poi discendere verso Rezzoaglio, Magnasco (Rezzoaglio) e di qui verso Piacenza. L'altra strada di collegamento "in costa" collegava i vari paesi di Stibiveri e Reizasca da un lato e dall'altro Temossi, Gazzolo e quindi verso la valle di Sopralacroce.
Le case sono inframmezzate alle "fasce", piccole porzioni di terra racchiusa da muri di pietra a secco, e coltivate ad ortaggi, patate e granoturco in prevalenza, mentre appena oltre il confine antropizzato sono boschi.
Interessante il sistema di irrigazione, il "beo", insieme di canali scavati nel terreno o nella roccia che portano l'acqua del torrente Sturla ai campi tuttora in gran parte funzionante grazie al lavoro volontario degli abitanti. Il sistema è molto antico ed è simile alle reti di "bisse" che si trovano in Svizzera o ai "Falaji" in Oman per citarne alcuni.
Le località vicine sono Temossi, Stibiveri, La Squazza, Malanotte e Campori mentre poco sopra si trovano i laghi di Giacopiane dove si arriva con una piacevole passeggiata attraverso i boschi, partendo dalla località Villa Jensy.

## Storia
Le sue origini certe risalgono all'alto medioevo quando Ottone I di Sassonia nel 972 lo cita come Butigarinum insieme alla vicina Temosum (Temossi).
Verso la fine del XIX secolo, così come altre zone della Liguria, la valle Sturla e quindi anche Bertigaro fu interessata da un forte movimento migratorio verso il continente americano, soprattutto verso New York e lo stato della California.
Il cognome prevalente Cella risale molto probabilmente alle "celle" monastiche di San Benedetto, diffuse in questa parte di Appennino con insediamenti importanti quali Bobbio e Borzone e Villa Cella, villaggio appena oltre il crinale.

## Monumenti e luoghi d'interesse
- Villa Jensy. La villa, trasformata a metà del XX secolo in albergo e oggigiorno di nuovo residenza privata, ma molto rimaneggiata, venne costruita dal generale austriaco Jensy alla fine dell'Ottocento come base per battute di caccia. Ricevette la visita, pochi anni dopo, della Regina Margherita di Savoia; l'evento è tramandato oralmente nel villaggio anche per il picnic offerto dalla famiglia Cella sui prati intorno alla vicina Prorè.
- Cascata del fantasma di Bertigaro. La cascata si forma solamente nel periodo invernale, quando le temperature sono rigide, per un salto di circa 60 metri[2].